# Diosma aristata
Diosma aristata är en vinruteväxtart som beskrevs av I. Williams. Diosma aristata ingår i släktet Diosma och familjen vinruteväxter. Inga underarter finns listade i Catalogue of Life.